# Axelle de Russé
 (janvier 2023).
Si vous disposez d'ouvrages ou d'articles de référence ou si vous connaissez des sites web de qualité traitant du thème abordé ici, merci de compléter l'article en donnant les références utiles à sa vérifiabilité et en les liant à la section « Notes et références ».
Pour les articles homonymes, voir De Russé.
Axelle de Russé est une photojournaliste française.

## Biographie
Née en 1978 à Bordeaux,, Axelle de Russé a commencé à l’agence Sipa Press en tant que chargée de production.
Elle s’est lancée en tant que photographe en 2005.
Pour l'agence ABACA, elle a réalisé des reportages en Amérique du Sud, en Chine, et a suivi toute la campagne électorale de Ségolène Royal.
Photojournaliste indépendante, elle réalise des reportages au long cours en France et à l’étranger sur des terrains hostiles. Elle a publié dans les journaux et magazines français tels Le FigaroMagazine, Le Monde,,, VSD, Paris Match,,, Elle, Marie-Claire, Les Jours.
Ses photographies sont aussi montrées à l'étranger où elle a réalisé de nombreux reportages (Grèce, Crimée, Norvège, Belgique, Chine, Japon, Bangladesh, Inde, Kurdistan, Gaza, Libye, Liban, Israël et territoires palestiniens, États-Unis, Venezuela, Chili, Salvador, Haïti, Pérou, Mexique, Argentine, Togo, Rwanda...). Elle est membre du studio Hans Lucas depuis 2015. Elle collabore avec plusieurs journalistes du collectif YouPress.
Depuis 2016, elle mène un projet sur le réchauffement climatique en Arctique, où elle se rend régulièrement pour documenter le quotidien des habitants de Longyearbyen face à la catastrophe écologique annoncée. Elle est soutenue pour ce projet par la SCAM et le CNAP (Centre national des Arts plastiques).
En 2019, son projet « Dehors », récit de la vie après la prison pour les femmes est récompensé par l'attribution du prix Pierre et Alexandra Boulat, ce qui lui vaut d'être exposé au festival Visa pour l'image de Perpignan en 2020,. Elle s'était vue attribuer en 2007 le Prix Canon de la femme photojournaliste.
Axelle de Russé s'intéresse aux problématiques des femmes. En 2014, avec le soutien du CNAP, elle a suivi le quotidien des femmes victimes de violences sexuelles dans l'armée française. Elle a travaillé sur les avortements clandestins dans plusieurs pays d'Amérique centrale ou encore la place des femmes dans les révolutions arabes. Et depuis 2020, elle documente le monde de la GPA en Ukraine avec des situations douloureuses que le déclenchement de la guerre est venu exacerber : « Pour certaines mères, le dilemme est de taille: rester en Ukraine – et risquer sa vie ainsi que celle du bébé qu’elle porte – ou fuir – et accoucher dans un pays où la GPA est illégale ou considérée comme “trafic d’enfant”. »
En 2020 et 2021, avec la mise à l’arrêt du pays pendant la pandémie du Covid-19, elle décide de s’affranchir de l’actualité et commence à travailler à la chambre photographique en suivant des artistes dans toute la France avec le photographe Thomas Morel-Fort,,,,.
Axelle de Russé pense la photographie comme un objet de mémoire, mais aussi comme un outil éducatif et anime donc de nombreux ateliers photographiques. Ses clichés sont exposés dans des lieux dédiés, mais également diffusés sous forme d’ateliers pédagogiques dans les écoles, les festivals et les prisons,.
En 2022, dans le cadre du « Young People Programme » de Canon, elle mène en partenariat avec l’association « Ça Bouge Grave » et avec le soutien de la mairie de la ville de Saint-Ouen-sur-Seine (Seine-Saint-Denis), une initiative qui promeut le pouvoir de l’image et de la photographie pour mettre en œuvre des changements durables auprès de jeunes,. Le projet profite à 24 jeunes de moins de 18 ans. Il vise à donner aux jeunes les connaissances, les compétences et la confiance nécessaires pour faire face aux problématiques qui comptent pour eux en utilisant la créativité et la pensée critique. Il a pour but de permettre à ces jeunes de s’exprimer en images dans leurs quartiers sur le thème de l’égalité Femmes-Hommes qui figure parmi les 17 objectifs de développement durable des Nations unies,,.
Pour la 3e édition du Programme, Axelle de Russé organise des ateliers réunissant des jeunes voyants et malvoyants.
Axelle de Russé a également co-fondé avec Thomas Morel-Fort l’initiative Le Hublot mettant en scène des photojournalistes de façon innovante et dynamique, souvent en musique.
Les femmes représentent environ 15% de la profession des photographes professionnels en France.

## Collections, expositions
Liste non exhaustive
- 2009 : Le retour des concubines, Galerie Cosmos, Paris[32]
- 2010 : Profondeur de champ(s), festival photo de La Gacilly[33]
- 2015 : La guerre intérieure, Galerie des Femmes à Paris[34]
- 2018 : L’Arctique sur des charbons ardents, Houlgate, festival Les femmes s’exposent[35]
- 2019 : Togo, les jardiniers de la forêt, festival photo de la Gacilly[36]
- 2020 : Dehors, festival Visa pour l’image[37]
- 2020 : La nuit la plus longue Festival Manifesto Toulouse[38]
- 2022 : Dehors, festival Emmaüs France[39]
- 2022 : Mères porteuses ukrainiennes Projection Visa pour l'image à la Villette[40]
- 2023 : Artik Galerie 15 rue de Seine https://www.15ruedeseine.fr/
- 2023 : Young People Programme à l'espace Wangari à Saint-Ouen[25]
- 2024 : Projection d'images au festival de Pomerol[41]
- 2024 : Jardin de l'Evêché à Blois[22]

## Récompenses
- 2007 : Prix Canon de la femme photojournaliste[42]
- 2009 : Bourse Scam numérique pour "Journal d'une concubine" avec Elsa Fayner et Marina de Russé[43]
- 2014 : Bourse du Centre National des Arts Plastiques (CNAP) pour  "La Guerre intérieure"[44]
- 2019 : Prix Pierre et Alexandra Boulat pour "Dehors"[45]
- 2019 : Prix Brouillon d'un rêve photographie de la Scam pour "La nuit la plus longue"[46]
- 2020 : POY77, category daily life picture story, second place pour "the longest night"[47]
- 2021 : Commande BNF[48]
- 2021 : Prix Françoise-Demulder[49],[50].

## Publications
- 2009 : Le retour des concubines, webdocumentaire (France 5, Narrative, CNC, Scam) qui a donné lieu à un livre avec Elsa Fayner et Marina de Russé[51]
- 2014 : Le second souffle de Laurène[52]
- 2023 : Je suis dehors, quelle vie pour les femmes après la prison[53]